# NGC 2730
NGC 2730 é uma galáxia espiral barrada (SBdm) localizada na direcção da constelação de Cancer. Possui uma declinação de +16° 50' 18" e uma ascensão recta de 9 horas, 02 minutos e 15,8 segundos.
A galáxia NGC 2730 foi descoberta em 28 de Março de 1864 por Albert Marth.